# Свети Матеј (Горња Стубица)
Свети Матеј је насељено место у саставу општине Горња Стубица у Крапинско-загорској жупанији, Хрватска. До територијалне реорганизације у Хрватској налазио се у саставу старе општине Доња Стубица.

## Становништво
На попису становништва 2011. године, Свети Матеј је имао 579 становника.

## Попис1991.
На попису становништва 1991. године, насељено место Свети Матеј је имало 744 становника, следећег националног састава:
| Попис 1991.‍ | Попис 1991.‍ | Попис 1991.‍ | Попис 1991.‍ | Попис 1991.‍ |
| ----------- | ----------- | ----------- | ----------- | ----------- |
|             |             |             |             |             |
| Хрвати      | Хрвати      |             | 744         | 100%        |
| укупно: 744 |             |             |             |             |